# Gaetano Veneziano
Pour les articles homonymes, voir Veneziano.
Gaetano Veneziano (Bisceglie, 1665 - Naples, le 15 juillet 1716) est un compositeur et pédagogue italien.

## Biographie
Gaetano Veneziano entreprend ses études musicales en 1675 au Conservatoire de Santa Maria di Loreto à Naples, où il étudie jusqu'à l'année suivante sous la direction de Francesco Provenzale.
Devenu adulte, il sert comme maître de chapelle de la Cour napolitaine, à la basilique Santa Maria del Carmine Maggiore et à l'École de Santa Maria di Loreto, où il a été élève dans sa jeunesse.
En 1678, avec la nomination d'organiste adjoint, il commence à travailler à la chapelle royale et en 1686, il y entre comme un membre ordinaire avec un salaire mensuel de quatre ducats. En 1703, Alessandro Scarlatti abandonne le poste de maître de la chapelle royale de Naples et part de Naples ; Gaetano se lance donc dans le concours pour sa succession au poste de Directeur de la chapelle, auquel participent quatre compositeurs, dont Veneziano. Le concours a lieu en décembre de la même année et il s'agit de composer une messe : le 25 octobre 1704, il est nommé maître de la Chapelle Royale. Il n'occupe pas longtemps ce poste prestigieux, car en 1707, les Autrichiens conquièrent Naples et Veneziano doit abandonner le poste, en raison de ses sympathies à l'égard de l'ancien régime.
Le 10 juillet 1684, il est nommé maître de chapelle au conservatoire de Santa Maria di Loreto, poste qu'il quitte l'année suivante. Il retrouve ce poste le 5 août 1695. En 1704, les étudiants de l'institut de musique ont déclaré à leurs maîtres qu'ils ne leur accordaient pas suffisamment d'attention (peut-être en raison des nombreux engagements qu'ils avaient comme maîtres de la chapelle royale). Le 7 janvier 1705, Veneziano est rejoint à la direction du conservatoire par Giuliano Perugino. Cependant, il continue à y travailler jusqu'à sa mort en 1716.
Veneziano compose principalement de la musique sacrée, dont les manuscrits sont presque tous conservés actuellement à la bibliothèque des Filippini de Naples. Son répertoire s'élève à plus de 120 œuvres et comprend des passions, des messes, des motets, des hymnes, des cantiques latins, des leçons pour la nuit et chanter en solo. Il est considéré comme un lien important entre la musique napolitaine des XVIIe – XVIIIe siècles.
Gaetano Veneziano est le père de Giovanni Veneziano (1683-1742), également compositeur.

## Œuvres
- Oratorio « La Santissima Trinità », a 5 voci per archi e basso continuo
- Motet « Exsultet orbis gaudijs », per soprano e contralto, 2 violini e basso continuo
- Lectio I del Primo Notturno del Mercoledì Santo, per soprano e violini
- Lectio III del Primo Notturno, per soprano e violini
- Sinfonia a 7 strumenti, per 2 violini, viola, violoncello, doppio basso, liuto e organo

## Discographie
- Tenebrae : Musiche per la Settimana Santa a Napoli - Cappella della Pietà de' Turchini, dir. Antonio Florio (2010, Glossa GCD 922602) (OCLC 909218883) — avec Ristofaro Caresana et Giuseppe Antonio Avitrano
- Musique sacrée du début du XVIIIe siècle : Jam sol recedit ; Iste confessor ; Ave Maris Stella - I Turchini, dir. Antonio Florio (mars 2012, Glossa GCD 922605) — avec Cristofaro Caresana, Nicola Fago et Donenico Scarlatti
- Passio : La Passione secondo Giovanni [1685] - Raffaele Pè, contreténor ; Luca Cervoni, ténor ; Marco Bussi, basse ; Chœur Ghislieri ; Cappella Neapolitana, dir. Antonio Florio (12-15 avril 2015, Glossa GCD 922609) (OCLC 953389759)